# Roland Merschel
Roland Merschel (* 11. März 1938 in Sélestat) ist ein ehemaliger französischer Fußballspieler und -trainer.

## Spielerlaufbahn

### Jugend und erste Profijahre in Strasbourg (bis 1962)
Merschel stammte ursprünglich aus dem elsässischen Sélestat und kam im Kindesalter in die nahegelegene Großstadt Strasbourg, da sein Vater dort eine Anstellung als Bahnarbeiter gefunden hatte. 1949 schloss er sich dem dortigen Fußballverein Racing Strasbourg an und blieb diesem seine gesamte Jugend hindurch treu. Nachdem der defensive Mittelfeldspieler Ende der 1950er-Jahre bereits zur zweiten Mannschaft gezählt hatte, rückte er zur Saison 1960/61 mit 22 Jahren in den Kader von Racings Zweitligamannschaft auf. In seinem ersten Jahr als Profi bestritt er sieben Partien und war somit am 1961 erreichten Aufstieg in die Erstklassigkeit beteiligt. Am 19. August 1961 debütierte er bei einem 2:1-Sieg gegen den SCO Angers in Frankreichs höchster Spielklasse. In der nachfolgenden Zeit wurde er im Kampf um den Klassenerhalt regelmäßig aufgeboten und kam daneben zu seinen ersten Einsätzen im europäischen Wettbewerb. Der Aufsteiger aus Strasbourg trat im Messestädte-Pokal an, hatte sich für den Vorläuferwettbewerb des UEFA-Pokals allerdings nicht sportlich qualifizieren müssen. In den Erstrundenbegegnungen gegen den MTK Budapest FC wurde Mersch jeweils aufgeboten und musste nach einer 1:3-Niederlage im Hinspiel im Rückspiel sogar ein 2:10 hinnehmen, was das Ausscheiden bedeutete. In der Rückrunde der Spielzeit 1961/62 wurde er in der Liga kaum noch berücksichtigt und vor diesem Hintergrund für die nachfolgende Saison 1962/63 an den Zweitligisten US Forbach abgegeben.

### Entwicklung zum Stammspieler in der zweiten Liga (1962–1964)
In Forbach erhielt Merschel einen festen Stammplatz und trat mit fünf Treffern trotz seiner defensiven Rolle erstmals als Torschütze in Erscheinung, was auch im weiteren Verlauf seiner Karriere gelegentlich der Fall war. Bei dem kleinen Verein nahe der Grenze zu Deutschland blieb er nur für ein Jahr, da er 1963 ein Angebot des Erstligaabsteigers FC Nancy wahrnahm. Zwar erhielt er auch in Nancy einen Stammplatz, allerdings belegte seine Mannschaft den drittletzten Tabellenrang. Wenngleich damals kein sportlicher Abstieg aus der zweiten Liga vorgesehen war, gab der FC Nancy 1964 seinen professionellen Status auf und wurde ein Jahr später aufgelöst. Mersch kehrte zur Spielzeit 1964/65 zu Racing Strasbourg und somit auch in die erste Liga zurück.

### Rückkehr nach Strasbourg und Pokalerfolg (1964–1969)
Strasbourg hatte sich in der Mitte der 1960er-Jahre fest in Frankreichs höchster Spielklasse etabliert und belegte meist Platzierungen im Tabellenmittelfeld. Merschel avancierte nach seiner Rückkehr zu den Elsässern zum Stammspieler und erhielt somit auch regelmäßige Einsatzzeiten im Messestädte-Pokal, an welchem Racing weiterhin teilnahm. Dort setzte er sich mit seiner Mannschaft in der Saison 1964/65 sogar gegen den FC Barcelona durch und scheiterte erst im Viertelfinale an Manchester United. Im französischen Pokalwettbewerb 1965/66 war Strasbourg ebenfalls erfolgreich und spielte gegen den FC Toulouse um den Einzug ins Endspiel. Nach einem frühen Tor durch Abderrahmane Soukhane lag das Team fast das gesamte Spiel über zurück, ehe Merschel in der 90. Spielminute den Ausgleich erzielen konnte und Strasbourg die notwendige Verlängerung durch zwei weitere Treffer für sich entschied. Im sich anschließenden Finale gegen den FC Nantes stand der Mittelfeldspieler ebenfalls auf dem Feld und konnte dank eines 1:0-Siegs seiner Mannschaft zum einzigen Mal in seiner Laufbahn einen nationalen Titel gewinnen. In den nachfolgenden Spielzeiten behauptete er seinen Platz in der ersten Elf und musste mit den Elsässern teils gegen den Abstieg kämpfen, wobei dieser 1968 nur äußerst knapp in der Relegation abgewendet wurde. Zudem spielte er mit seinen Teamkollegen weiter im Messestädte-Pokal und absolvierte im Anschluss an den Pokalerfolg gegen Nantes auch vier Begegnungen im Europapokal der Pokalsieger 1966/67. In der Summe kam er auf 18 bestrittene Partien im europäischen Wettbewerb, womit er der am häufigsten im europäischen Wettbewerb eingesetzte Spieler Racing Strasbourgs ist. 1969 verließ er den Verein erneut und schloss sich dem südfranzösischen Erstligaklub Olympique Marseille an.

### Letzte Spielerjahre in Marseille und Aix (1969–1971)
In Marseille wurde er regelmäßig aufgeboten, ohne jedoch fester Stammspieler zu sein. Mit der Mannschaft belegte er den zweiten Tabellenrang, was die beste Ligaplatzierung seiner Laufbahn darstellte. Zur Saison 1970/71 verließ er hingegen die höchste Spielklasse und schloss sich dem Zweitligisten AS Aix an. Dort nahm er für die Dauer eines Jahres einen Stammplatz ein, ehe er 1971 seine aktive Laufbahn nach 198 Erstligapartien mit 20 erzielten Toren und 100 Zweitligaspielen mit neun Treffern beendete.

### Stationen
- bis 1960: Racing Strasbourg B
- 1960 bis 1962: Racing Strasbourg
- 1962 bis 1963: US Forbach
- 1963 bis 1964: FC Nancy
- 1964 bis 1969: Racing Strasbourg
- 1969 bis 1970: Olympique Marseille
- 1970 bis 1971: AS Aix

## Trainerlaufbahn
Mit dem Ende seiner Spielerlaufbahn wechselte der damals 33-Jährige 1971 nochmals zu Olympique Marseille, wo er das Traineramt bei der zweiten Mannschaft übernahm. Nebenbei kam er für diese auch gelegentlich noch als Spieler zum Einsatz. 1973 wurde er Trainer des Drittligisten ESCN La Ciotat, mit dem er im darauffolgenden Jahr in die Viertklassigkeit abstieg. Er behielt sein Amt dennoch, bis er 1976 in seine elsässische Heimat zurückkehrte und das Traineramt beim Drittligisten FC Mulhouse übernahm. Diesen führte er 1978 zum Aufstieg in die zweite Liga. Anschließend erreichte er mit der Mannschaft ein Mal den Klassenerhalt, ehe es am Ende der Spielzeit 1979/80 zum Wiederabstieg kam und seine Zeit als Trainer damit endete.

### Stationen
- 1971 bis 1973: Olympique Marseille B
- 1973 bis 1976: ESCN La Ciotat
- 1976 bis 1980: FC Mulhouse